# Copa Panamericana de Voleibol Femenino de 2017
La Copa Panamericana de Voleibol Femenino de 2017 (denominada XVI Copa Panamericana Movistar 2017 por motivos de patrocinio) fue la XVI edición del torneo que reúne a selecciones femeninas de voleibol pertenecientes a la NORCECA y a la Confederación Sudamericana de Voleibol (CSV). Se llevó cabo del 17 al 25 de junio de 2017 en las ciudades de Lima y Cañete, en el Perú.
El certamen fue organizado por la Federación Peruana de Voleibol (FPV) bajo la supervisión de la Unión Panamericana de Voleibol (UPV).

## Organización

### País anfitrión y ciudad sede
| LimaCañeteLima y Cañete, ciudades sedes de la Copa Panamericana de Voleibol Femenino de 2017. | Lima                   |
| --------------------------------------------------------------------------------------------- | ---------------------- |
| LimaCañeteLima y Cañete, ciudades sedes de la Copa Panamericana de Voleibol Femenino de 2017. | Coliseo Eduardo Dibós  |
| LimaCañeteLima y Cañete, ciudades sedes de la Copa Panamericana de Voleibol Femenino de 2017. | Capacidad: 6000        |
| LimaCañeteLima y Cañete, ciudades sedes de la Copa Panamericana de Voleibol Femenino de 2017. |                        |
| LimaCañeteLima y Cañete, ciudades sedes de la Copa Panamericana de Voleibol Femenino de 2017. | Cañete                 |
| LimaCañeteLima y Cañete, ciudades sedes de la Copa Panamericana de Voleibol Femenino de 2017. | Coliseo Lolo Fernández |
| LimaCañeteLima y Cañete, ciudades sedes de la Copa Panamericana de Voleibol Femenino de 2017. | Capacidad: 3000        |
| LimaCañeteLima y Cañete, ciudades sedes de la Copa Panamericana de Voleibol Femenino de 2017. |                        |

En octubre de 2016 la Norceca anunció al Perú como el país anfitrión del torneo en su calendario de competencias para el año 2017. Posteriormente, en abril de 2017, Lima y Cañete fueron oficializadas como las ciudades sedes.
Perú albergó por tercera vez la Copa Panamericana de Voleibol Femenino tras la organización de las ediciones de 2013 y 2015. Lima fue sede en las dos ediciones mencionadas anteriormente mientras que Cañete recibió el certamen por primera vez, previamente había sido una de las sedes de la Copa Panamericana de Voleibol Femenino Sub-23 de 2016.

#### Recintos
El Coliseo Eduardo Dibós, ubicado en el distrito limeño de San Borja, y el Coliseo Lolo Fernández de Cañete fueron los recintos elegidos para el desarrollo de la competencia.
Los partidos del grupo de la selección local se llevaron a cabo en el Eduardo Dibós y en el Lolo Fernández los partidos del otro grupo.

### Formato de competición
El torneo se desarrolla dividido en dos fases: fase preliminar y fase final.
En la fase preliminar las 12 selecciones participantes fueron repartidas en dos grupos de 6 equipos, en cada grupo se jugó con un sistema de todos contra todos y los equipos fueron clasificados de acuerdo a los siguientes criterios:
1. Mayor número de partidos ganados.
2. Mayor número de puntos obtenidos, los cuales son otorgados de la siguiente manera:
  - Partido con resultado final 3-0: 5 puntos al ganador y 0 puntos al perdedor.
  - Partido con resultado final 3-1: 4 puntos al ganador y 1 puntos al perdedor.
  - Partido con resultado final 3-2: 3 puntos al ganador y 2 puntos al perdedor.
3. Proporción entre los puntos ganados y los puntos perdidos (Puntos ratio).
4. Proporción entre los sets ganados y los sets perdidos (Sets ratio).
5. Si el empate persiste entre dos equipos se le da prioridad al equipo que haya ganado el último partido entre los equipos implicados.
6. Si el empate persiste entre tres equipos o más se realiza una nueva clasificación solo tomando en cuenta los partidos entre los equipos involucrados.

## Equipos participantes
Un máximo de 12 selecciones pueden participar en el torneo. Los 12 equipos clasificados, anunciados el 24 de mayo de 2017, son los 6 mejores equipos del ranking Norceca vigente al 1 de enero de 2017, los 5 mejores equipos del ranking de la CSV y el país anfitrión. En un principio se tenía contemplada la participación de la selección de Brasil pero esta decidió no participar y fue reemplazada por Trinidad y Tobago.
Por segunda vez en la historia de la Copa Panamericana de Voleibol Femenino cinco equipos sudamericanos estarán presentes en la competencia. En la Copa Panamericana 2015 también hubo cinco equipos sudamericanos.
NORCECA (Confederación del Norte, Centroamérica y del Caribe):
- Canadá
- Cuba
- Estados Unidos
- México
- Puerto Rico
- República Dominicana
- Trinidad y Tobago

CSV (Confederación Sudamericana de Voleibol):
- Argentina
- Chile
- Colombia
- Perú (Local)
- Venezuela

### Conformación de los grupos
Para la conformación de los grupos las doce selecciones participantes fueron distribuidas en dos grupos de seis equipos. Perú, por su condición de anfitrión, fue asignado directamente como una de las cabezas de serie y tuvo el derecho de elegir el grupo al cual pertenecer, tomando la opción del grupo B. El resto de equipos fue repartido en los dos grupos mediante el uso del sistema serpentín y de acuerdo a su ubicación en el ranking FIVB vigente al 1 de enero de 2017, con el equipo mejor posicionado del ranking como la cabeza de serie de grupo A.
Los grupos quedaron conformados de la siguiente manera (entre paréntesis se indica el puesto de cada equipo en el ranking FIVB tomado en consideración):
| Grupo A                                                                                      | Grupo B                                                                                                 |
| -------------------------------------------------------------------------------------------- | --- |
| Estados Unidos (2) Argentina (10) Puerto Rico (15) México (26) Colombia (30) Venezuela (113) | Perú (Anfitrión) (29) República Dominicana (9) Canadá (19) Cuba (23) Trinidad y Tobago (38) Chile (114) |

## Calendario
| Fase            | Jornada   | Fecha               |
| --------------- | --------- | ------------------- |
| Fase preliminar | Jornada 1 | 17 de junio de 2017 |
| Fase preliminar | Jornada 2 | 18 de junio de 2017 |
| Fase preliminar | Jornada 3 | 19 de junio de 2017 |
| Fase preliminar | Jornada 4 | 20 de junio de 2017 |
| Fase preliminar | Jornada 5 | 21 de junio de 2017 |
| Fase final      | Jornada 6 | 23 de junio de 2017 |
| Fase final      | Jornada 7 | 24 de junio de 2017 |
| Fase final      | Jornada 8 | 25 de junio de 2017 |

## Resultados
- Las horas indicadas corresponden al huso horario local del Perú (Tiempo del Perú – PET): UTC-5.

### Fase de grupos
– Clasificados a las semifinales. 
     – Clasificados a los cuartos de final.
     – Pasan a disputar la clasificación del 5.º al 10 lugar.
     – Pasan a disputar el partido por el 11.º y 12.º lugar.

#### Grupo A
- Sede: Coliseo Lolo Fernández, Cañete.

| Pos. | Equipo         | Partidos | Partidos | Partidos | Pts. | Sets | Sets | Sets  | Puntos | Puntos | Puntos |
| Pos. | Equipo         | PJ       | PG       | PP       | Pts. | SG   | SP   | Ratio | PG     | PP     | Ratio  |
| ---- | -------------- | -------- | -------- | -------- | ---- | ---- | ---- | ----- | ------ | ------ | ------ |
| 1    | Estados Unidos | 5        | 5        | 0        | 23   | 15   | 2    | 7.500 | 415    | 301    | 1.378  |
| 2    | Puerto Rico    | 5        | 4        | 1        | 21   | 14   | 4    | 3.500 | 426    | 362    | 1.176  |
| 3    | Argentina      | 5        | 3        | 2        | 15   | 10   | 7    | 1.428 | 398    | 366    | 1.087  |
| 4    | Colombia       | 5        | 2        | 3        | 8    | 6    | 11   | 0.545 | 367    | 376    | 0.976  |
| 5    | Venezuela      | 5        | 1        | 4        | 3    | 3    | 14   | 0.214 | 284    | 398    | 0.713  |
| 6    | México         | 5        | 0        | 5        | 5    | 5    | 15   | 0.333 | 376    | 463    | 0.812  |

| Fecha       | Hora  | Equipo 1       | Res.  | Equipo 2       | Set 1 | Set 2 | Set 3 | Set 4 | Set 5 | Total     | Reporte |
| ----------- | ----- | -------------- | ----- | -------------- | ----- | ----- | ----- | ----- | ----- | --------- | ------- |
| 17 de junio | 15:00 | Puerto Rico    | 3 – 0 | Colombia       | 25-20 | 25-16 | 28-26 |       |       | 78 – 62   | P2 P3   |
| 17 de junio | 17:00 | Estados Unidos | 3 – 0 | Venezuela      | 25-9  | 25-16 | 25-11 |       |       | 75 – 36   | P2 P3   |
| 17 de junio | 19:00 | Argentina      | 3 – 1 | México         | 25-22 | 25-20 | 23-25 | 25-21 |       | 98 – 88   | P2 P3   |
| 18 de junio | 15:00 | Colombia       | 0 – 3 | Estados Unidos | 8-25  | 19-25 | 27-29 |       |       | 54 – 79   | P2 P3   |
| 18 de junio | 17:00 | Venezuela      | 0 – 3 | Argentina      | 11-25 | 10-25 | 20-25 |       |       | 41 – 75   | P2 P3   |
| 18 de junio | 19:00 | México         | 0 – 3 | Puerto Rico    | 18-25 | 21-25 | 15-25 |       |       | 54 – 75   | P2 P3   |
| 19 de junio | 15:00 | Argentina      | 3 – 0 | Colombia       | 25-22 | 26-24 | 26-24 |       |       | 77 – 70   | P2 P3   |
| 19 de junio | 17:00 | Venezuela      | 3 – 2 | México         | 25-22 | 23-25 | 25-19 | 21-25 | 15-7  | 109 – 98  | P2 P3   |
| 19 de junio | 19:00 | Estados Unidos | 3 – 2 | Puerto Rico    | 25-23 | 25-23 | 23-25 | 21-25 | 15-12 | 109 – 108 | P2 P3   |
| 20 de junio | 15:00 | Colombia       | 3 – 0 | Venezuela      | 25-15 | 25-17 | 25-15 |       |       | 75 – 47   | P2 P3   |
| 20 de junio | 17:00 | México         | 0 – 3 | Estados Unidos | 13-25 | 15-25 | 13-25 |       |       | 41 – 75   | P2 P3   |
| 20 de junio | 19:00 | Puerto Rico    | 3 – 1 | Argentina      | 15-25 | 25-19 | 25-21 | 25-21 |       | 90 – 86   | P2 P3   |
| 21 de junio | 15:00 | Venezuela      | 0 – 3 | Puerto Rico    | 14-25 | 21-25 | 16-25 |       |       | 51 – 75   | P2 P3   |
| 21 de junio | 17:00 | Colombia       | 3 – 2 | México         | 23-25 | 18-25 | 25-16 | 25-20 | 15-9  | 106 – 95  | P2 P3   |
| 21 de junio | 19:00 | Argentina      | 0 – 3 | Estados Unidos | 25-27 | 14-25 | 23-25 |       |       | 62 – 77   | P2 P3   |

#### Grupo B
- Sede: Coliseo Eduardo Dibós, Lima.

| Pos. | Equipo               | Partidos | Partidos | Partidos | Pts. | Sets | Sets | Sets  | Puntos | Puntos | Puntos |
| Pos. | Equipo               | PJ       | PG       | PP       | Pts. | SG   | SP   | Ratio | PG     | PP     | Ratio  |
| ---- | -------------------- | -------- | -------- | -------- | ---- | ---- | ---- | ----- | ------ | ------ | ------ |
| 1    | República Dominicana | 5        | 5        | 0        | 25   | 15   | 0    | MAX   | 375    | 265    | 1.415  |
| 2    | Perú                 | 5        | 3        | 2        | 16   | 11   | 7    | 1.571 | 407    | 361    | 1.127  |
| 3    | Cuba                 | 5        | 3        | 2        | 14   | 9    | 7    | 1.285 | 356    | 331    | 1.075  |
| 4    | Canadá               | 5        | 3        | 2        | 14   | 10   | 8    | 1.250 | 383    | 363    | 1.055  |
| 5    | Trinidad y Tobago    | 5        | 1        | 4        | 6    | 4    | 12   | 0.333 | 328    | 385    | 0.851  |
| 6    | Chile                | 5        | 0        | 5        | 0    | 0    | 15   | 0.000 | 232    | 376    | 0.617  |

| Fecha       | Hora  | Equipo 1             | Res.  | Equipo 2             | Set 1 | Set 2 | Set 3 | Set 4 | Set 5 | Total     | Reporte |
| ----------- | ----- | -------------------- | ----- | -------------------- | ----- | ----- | ----- | ----- | ----- | --------- | ------- |
| 17 de junio | 15:00 | Trinidad y Tobago    | 0 – 3 | República Dominicana | 22-25 | 21-25 | 20-25 |       |       | 63 – 75   | P2 P3   |
| 17 de junio | 17:00 | Canadá               | 1 – 3 | Cuba                 | 25-21 | 20-25 | 10-25 | 22-25 |       | 77 – 96   | P2 P3   |
| 17 de junio | 19:00 | Perú                 | 3 – 0 | Chile                | 25-13 | 25-13 | 25-12 |       |       | 75 – 38   | P2 P3   |
| 18 de junio | 14:00 | Canadá               | 3 – 0 | Trinidad y Tobago    | 25-19 | 25-12 | 25-19 |       |       | 75 – 50   | P2 P3   |
| 18 de junio | 16:00 | Chile                | 0 – 3 | República Dominicana | 16-25 | 23-25 | 9-25  |       |       | 48 – 75   | P2 P3   |
| 18 de junio | 18:00 | Perú                 | 3 – 0 | Cuba                 | 25-19 | 25-17 | 25-21 |       |       | 75 – 57   | P2 P3   |
| 19 de junio | 15:00 | Cuba                 | 3 – 0 | Chile                | 25-12 | 25-17 | 25-19 |       |       | 75 – 48   | P2 P3   |
| 19 de junio | 17:00 | República Dominicana | 3 – 0 | Canadá               | 25-19 | 25-11 | 25-18 |       |       | 75 – 48   | P2 P3   |
| 19 de junio | 19:00 | Perú                 | 3 – 1 | Trinidad y Tobago    | 25-19 | 24-26 | 25-21 | 25-17 |       | 99 – 83   | P2 P3   |
| 20 de junio | 15:00 | Trinidad y Tobago    | 3 – 0 | Chile                | 26-24 | 25-22 | 25-15 |       |       | 76 – 61   | P2 P3   |
| 20 de junio | 17:00 | República Dominicana | 3 – 0 | Cuba                 | 25-16 | 25-17 | 25-20 |       |       | 75 – 53   | P2 P3   |
| 20 de junio | 19:00 | Perú                 | 2 – 3 | Canadá               | 25-21 | 25-19 | 22-25 | 17-25 | 16-18 | 105 – 108 | P2 P3   |
| 21 de junio | 15:00 | Cuba                 | 3 – 0 | Trinidad y Tobago    | 25-14 | 25-21 | 25-21 |       |       | 75 – 56   | P2 P3   |
| 21 de junio | 17:00 | Chile                | 0 – 3 | Canadá               | 16-25 | 12-25 | 9-25  |       |       | 37 – 75   | P2 P3   |
| 21 de junio | 19:00 | Perú                 | 0 – 3 | República Dominicana | 19-25 | 16-25 | 18-25 |       |       | 53 – 75   | P2 P3   |

### Fase final

#### Partido por el 11.º y 12.º puesto
| Fecha       | Hora  | Equipo 1 | Res.  | Equipo 2 | Set 1 | Set 2 | Set 3 | Set 4 | Set 5 | Total   | Reporte |
| ----------- | ----- | -------- | ----- | -------- | ----- | ----- | ----- | ----- | ----- | ------- | ------- |
| 23 de junio | 14:00 | México   | 3 – 0 | Chile    | 25-19 | 25-17 | 25-17 |       |       | 75 – 53 | P2 P3   |

#### Clasificación 5.º al 10.º puesto
|  |                           |                           |                           |  |  | Cuartos de final 5.º al 10.º puesto | Cuartos de final 5.º al 10.º puesto | Cuartos de final 5.º al 10.º puesto |  |  | Semifinales 5.º al 8.º puesto | Semifinales 5.º al 8.º puesto | Semifinales 5.º al 8.º puesto |  |  | Partido 5.º y 6.º puesto | Partido 5.º y 6.º puesto | Partido 5.º y 6.º puesto |
|  |                           |                           |                           |  |  |                                     |                                     |                                     |  |  |                               |                               |                               |  |  |                          |                          |                          |
|  |                           |                           |                           |  |  |                                     |                                     |                                     |  |  | 4A                            | Colombia                      | 1                             |  |  |                          |                          |                          |
|  | Partido 9.º y 10.º puesto | Partido 9.º y 10.º puesto | Partido 9.º y 10.º puesto |  |  | 4A                                  | Colombia                            | 3                                   |  |  | 3B                            | Cuba                          | 3                             |  |  |                          |                          |                          |
|  |                           |                           |                           |  |  | 5B                                  | Trinidad y Tobago                   | 0                                   |  |  |                               |                               |                               |  |  | 3B                       | Cuba                     | 3                        |
|  | 5B                        | Trinidad y Tobago         | 3                         |  |  |                                     |                                     |                                     |  |  |                               |                               |                               |  |  | 4B                       | Canadá                   | 1                        |
|  | 5A                        | Venezuela                 | 1                         |  |  |                                     |                                     |                                     |  |  | 4B                            | Canadá                        | 3                             |  |  |                          |                          |                          |
|  |                           |                           |                           |  |  | 4B                                  | Canadá                              | 3                                   |  |  | 3A                            | Argentina                     | 1                             |  |  | Partido 7.º y 8.º puesto | Partido 7.º y 8.º puesto | Partido 7.º y 8.º puesto |
|  |                           |                           |                           |  |  | 5A                                  | Venezuela                           | 2                                   |  |  |                               |                               |                               |  |  |                          |                          |                          |
|  |                           |                           |                           |  |  |                                     |                                     |                                     |  |  |                               |                               |                               |  |  | 4A                       | Colombia                 | 3                        |
|  |                           |                           |                           |  |  |                                     |                                     |                                     |  |  |                               |                               |                               |  |  | 3A                       | Argentina                | 2                        |

##### Cuartos de final 5.º al 10.º puesto
| Fecha       | Hora  | Equipo 1 | Res.  | Equipo 2          | Set 1 | Set 2 | Set 3 | Set 4 | Set 5 | Total    | Reporte |
| ----------- | ----- | -------- | ----- | ----------------- | ----- | ----- | ----- | ----- | ----- | -------- | ------- |
| 23 de junio | 16:00 | Colombia | 3 – 0 | Trinidad y Tobago | 25-19 | 25-22 | 25-17 |       |       | 75 – 58  | P2 P3   |
| 23 de junio | 18:00 | Canadá   | 3 – 2 | Venezuela         | 21-25 | 22-25 | 25-17 | 25-22 | 15-10 | 108 – 99 | P2 P3   |

##### Semifinales 5.º al 8.º puesto
| Fecha       | Hora  | Equipo 1 | Res.  | Equipo 2  | Set 1 | Set 2 | Set 3 | Set 4 | Set 5 | Total    | Reporte |
| ----------- | ----- | -------- | ----- | --------- | ----- | ----- | ----- | ----- | ----- | -------- | ------- |
| 24 de junio | 18:00 | Colombia | 1 – 3 | Cuba      | 15-25 | 22-25 | 25-18 | 21-25 |       | 83 – 93  | P2 P3   |
| 24 de junio | 20:00 | Canadá   | 3 – 1 | Argentina | 28-26 | 22-25 | 25-22 | 25-19 |       | 100 – 92 | P2 P3   |

##### Partido por el 9.º y 10.º puesto
| Fecha       | Hora  | Equipo 1          | Res.  | Equipo 2  | Set 1 | Set 2 | Set 3 | Set 4 | Set 5 | Total   | Reporte |
| ----------- | ----- | ----------------- | ----- | --------- | ----- | ----- | ----- | ----- | ----- | ------- | ------- |
| 24 de junio | 16:00 | Trinidad y Tobago | 3 – 1 | Venezuela | 25-22 | 25-17 | 19-25 | 25-18 |       | 94 – 82 | P2 P3   |

##### Partido por el 7.º y 8.º puesto
| Fecha       | Hora  | Equipo 1 | Res.  | Equipo 2  | Set 1 | Set 2 | Set 3 | Set 4 | Set 5 | Total    | Reporte |
| ----------- | ----- | -------- | ----- | --------- | ----- | ----- | ----- | ----- | ----- | -------- | ------- |
| 25 de junio | 14:00 | Colombia | 3 – 2 | Argentina | 25-11 | 21-25 | 25-19 | 20-25 | 15-7  | 106 – 87 | P2 P3   |

##### Partido por el 5.º y 6.º puesto
| Fecha       | Hora  | Equipo 1 | Res.  | Equipo 2 | Set 1 | Set 2 | Set 3 | Set 4 | Set 5 | Total   | Reporte |
| ----------- | ----- | -------- | ----- | -------- | ----- | ----- | ----- | ----- | ----- | ------- | ------- |
| 25 de junio | 16:00 | Cuba     | 3 – 1 | Canadá   | 25-19 | 23-25 | 25-17 | 25-22 |       | 98 – 83 | P2 P3   |

#### Clasificación 1.º al 4.º puesto
|  | Cuartos de final | Cuartos de final | Cuartos de final |                 |   | Semifinales | Semifinales  | Semifinales  |              |      | Final          | Final       | Final |  |
|  |                  |                  |                  |                 |   |             |              |              |              |      |                |             |       |  |
|  |                  |                  |                  |                 |   |             |              |              |              |      |                |             |       |  |
|  |                  |                  |                  |                 |   |             |              |              |              |      |                |             |       |  |
|  |                  |                  |                  |                 |   |             |              |              |              |      |                |             |       |  |
|  |                  |                  |                  |                 |   |             |              |              |              |      |                |             |       |  |
|  |                  | 1A               | Estados Unidos   | 3               |   |             |              |              |              |      |                |             |       |  |
|  |                  |                  |                  | 3               |   |             |              |              |              |      |                |             |       |  |
|  |                  |                  | 2B               | Perú            | 0 |             |              |              |              |      |                |             |       |  |
|  | 2B               | Perú             | 2B               | Perú            | 0 | 3           |              |              |              |      |                |             |       |  |
|  | 2B               | Perú             |                  |                 |   |             |              |              |              |      |                |             |       |  |
|  | 3A               | Argentina        | 2                |                 |   |             |              |              |              |      |                |             |       |  |
|  | 3A               | Argentina        | 2                |                 |   |             |              |              |              | 1A   | Estados Unidos | 3           |       |  |
|  |                  |                  |                  |                 |   |             |              |              |              | 1A   | Estados Unidos | 3           |       |  |
|  |                  |                  | 1B               | Rep. Dominicana | 1 |             |              |              |              |      |                |             |       |  |
|  |                  |                  | 1B               | Rep. Dominicana | 1 |             |              |              |              |      |                |             |       |  |
|  |                  |                  |                  |                 |   |             |              |              |              |      |                |             |       |  |
|  |                  |                  |                  |                 |   |             |              |              |              |      |                |             |       |  |
|  |                  | 1B               | Rep. Dominicana  | 3               |   |             | Tercer lugar | Tercer lugar | Tercer lugar |      |                |             |       |  |
|  |                  |                  |                  | 3               |   |             | Tercer lugar | Tercer lugar | Tercer lugar |      |                |             |       |  |
|  |                  |                  | 2A               | Puerto Rico     | 0 |             |              |              |              |      |                |             |       |  |
|  | 2A               | Puerto Rico      | 2A               | Puerto Rico     | 0 | 3           |              |              | 2B           | Perú | 1              |             |       |  |
|  | 2A               | Puerto Rico      |                  |                 |   |             |              |              | 2B           | Perú | 1              |             |       |  |
|  | 3B               | Cuba             | 0                |                 |   |             |              |              |              |      | 2A             | Puerto Rico | 3     |  |
|  | 3B               | Cuba             | 0                |                 |   |             |              |              |              |      | 2A             | Puerto Rico | 3     |  |
|  |                  |                  |                  |                 |   |             |              |              |              |      |                |             |       |  |

##### Cuartos de final
| Fecha       | Hora  | Equipo 1    | Res.  | Equipo 2  | Set 1 | Set 2 | Set 3 | Set 4 | Set 5 | Total    | Reporte |
| ----------- | ----- | ----------- | ----- | --------- | ----- | ----- | ----- | ----- | ----- | -------- | ------- |
| 23 de junio | 17:00 | Puerto Rico | 3 – 0 | Cuba      | 25-23 | 25-22 | 25-17 |       |       | 75 – 62  | P2 P3   |
| 23 de junio | 19:00 | Perú        | 3 – 2 | Argentina | 20-25 | 25-21 | 20-25 | 25-19 | 15-9  | 105 – 99 | P2 P3   |

##### Semifinales
| Fecha       | Hora  | Equipo 1             | Res.  | Equipo 2    | Set 1 | Set 2 | Set 3 | Set 4 | Set 5 | Total   | Reporte |
| ----------- | ----- | -------------------- | ----- | ----------- | ----- | ----- | ----- | ----- | ----- | ------- | ------- |
| 24 de junio | 17:00 | República Dominicana | 3 – 0 | Puerto Rico | 25-18 | 25-21 | 25-19 |       |       | 75 – 58 | P2 P3   |
| 24 de junio | 19:00 | Estados Unidos       | 3 – 0 | Perú        | 25-14 | 25-17 | 27-25 |       |       | 77 – 56 | P2 P3   |

##### Partido por el3.ery 4.º puesto
| Fecha       | Hora  | Equipo 1 | Res.  | Equipo 2    | Set 1 | Set 2 | Set 3 | Set 4 | Set 5 | Total   | Reporte |
| ----------- | ----- | -------- | ----- | ----------- | ----- | ----- | ----- | ----- | ----- | ------- | ------- |
| 25 de junio | 15:00 | Perú     | 1 – 3 | Puerto Rico | 22-25 | 25-13 | 25-27 | 15-25 |       | 87 – 90 | P2 P3   |

##### Final
| Fecha       | Hora  | Equipo 1       | Res.  | Equipo 2             | Set 1 | Set 2 | Set 3 | Set 4 | Set 5 | Total   | Reporte |
| ----------- | ----- | -------------- | ----- | -------------------- | ----- | ----- | ----- | ----- | ----- | ------- | ------- |
| 25 de junio | 17:00 | Estados Unidos | 3 – 1 | República Dominicana | 25-16 | 19-25 | 25-20 | 25-23 |       | 94 – 84 | P2 P3   |

## Clasificación general
| Pos.              | Equipo               |
| ----------------- | -------------------- |
| Medalla de oro    | Estados Unidos       |
| Medalla de plata  | República Dominicana |
| Medalla de bronce | Puerto Rico          |
| 4                 | Perú                 |
| 5                 | Cuba                 |
| 6                 | Canadá               |
| 7                 | Colombia             |
| 8                 | Argentina            |
| 9                 | Trinidad y Tobago    |
| 10                | Venezuela            |
| 11                | México               |
| 12                | Chile                |

## Distinciones individuales
Al culminar la competición la organización del torneo entregó los siguientes premios individuales:
- Jugadora más valiosa (MVP), mejor servicio y mejor armadora

 Micha Hancock
- Mejor anotadora

 Heydi Casanova
- Mejores atacantes

 Bethania de la Cruz (primera)
 Regla Gracia (segunda)
- Mejor recepción y mejor líbero

 Mirian Patiño
- Mejor opuesta

 Elizabeth McMahon
- Mejor defensa

 Brenda Castillo
- Mejores bloqueadoras

 Sinead Jack (primera)
 Natalia Aispurúa (segunda)